# 帕西菲克角
帕西菲克角（英語：Pacific Point），是南極洲的海岬，位於南桑威奇群島的扎沃多夫斯基島西北部，在1953年由英國南極名稱諮詢委員命名，由英國海外領土管轄。